# 6424 Ando
6424 Ando eller 1994 EN3 är en asteroid i huvudbältet som upptäcktes den 14 mars 1994 av de båda japanska astronomerna Kazuro Watanabe och Kin Endate vid Kitami-observatoriet. Den är uppkallad efter den japanske astronomen Hiroyasu Ando.
Asteroiden har en diameter på ungefär 11 kilometer och den tillhör asteroidgruppen Eos.